# الدینووا دو لا ورا
الدینووا دو لا ورا (به اسپانیایی: Aldeanueva de la Vera) یک شهرستان در اسپانیا است که در استان کاسرس واقع شده‌است.